# Saulx-lès-Champlon
Saulx-lès-Champlon – miejscowość i gmina we Francji, w regionie Grand Est, w departamencie Moza.
Według danych na rok 1990 gminę zamieszkiwało 121 osób, a gęstość zaludnienia wynosiła 15 osób/km² (wśród 2335 gmin Lotaryngii Saulx-lès-Champlon plasuje się na 924. miejscu pod względem liczby ludności, natomiast pod względem powierzchni na miejscu 743.).